# مقاومة المواد
علم مقاومة المواد هو دراسة مقاومة المواد للجهود الميكانيكية بتجارب فنية واختبارات معملية. يهتم هذا العلم بدراسة مجالين، الأول الميكانيكا التطبيقية والمواد الهندسية، مركزا على العلاقة بين التصرف الميكانيكي للمواد وبين خصائصها الداخلية.
الميكانيكا الهندسية تهتم بدراسة التأُير النظري والمعملي للقوة والإجهاد والحركة مطبقا على المواد الهندسية والبنائية. المواد العلمية تهتم بدراسة تطور المادة، تصنيعها وتركيبها الكيميائي وخصائصها وتركيبها الميكروسكوبي.
ودراسة المواد تعتمد بشكل رئيسي على دراسة التركيب البنائي لهذه المواد.

## التعريف
مقاومة المواد في علم ميكانيكا المواد هي قدرة المادة على تحمل الأحمال المطبقة عليها دون حدوث انهيار ميكانيكي أو تشوه لدن. حقل مقاومة المواد يعنى بدراسة القوى والتشوهات الناتجة عن تأثير تلك القوى على المادة. يولد الحمل المطبق على قضيب ميكانيكي قوىً داخلية تدعى إجهادات عندما يعبر عنها بالنسبة لواحدة مساحة المادة. تسبب الإجهادات المطبقة على المادة تشوهات بطرق عديدة تتضمن كسر المادة تماماً. يدعى تشوه المادة انفعالاً عندما يعبر عنه بالنسبة لقيم واحدية أيضاً. يمكن أن تكون الأحمال المطبقة محورية (شد وضغط) أو دورانية (قص). الإجهادات والانفعالات المتكونة ضمن قضيب ميكانيكي يجب أن تُحسب لتقدير مدى تحمل ذلك القضيب للأحمال المطبقة عليه. هذا يتطلب وصفاً كاملاً للشكل الهندسي للقضيب والقيود والأحمال المطبقة عليه وخواص المادة التي يتكون منها. يمكن حساب حالتي الإجهاد والانفعال في أي نقطة من القضيب بوجود وصف كامل للأحمال والخواص الهندسية للقضيب. وبمعرفة حالتي الإجهاد والانفعال ضمن القضيب، يمكن حساب كل من مقاومة القضيب (تحمله للأحمال) وتشوهاته (خواص الصلابة) واستقراره (خواص اللدونة أو قدرته على المحافظة على شكله الأصلي). عندها يمكن مقارنة الإجهادات المحسوبة بمقياس ما لمقاومة القضيب كحد الخضوع (أو حد الانسياب) أو حد المتانة. يمكن مقارنة الانحراف المحسوب للقضيب الميكانيكي مع معيار الانحراف الخاص بمكان استعمال ذلك القضيب. يمكن مقارنة حمل الانهيار المحسوب للقضيب مع الحمل المطبق. يمكن استخدام الصلابة المحسوبة وتوزيع كتلة القضيب لحساب استجابة القضيب الديناميكية ومقارنتها بالبيئة الصوتية (المحيطة) التي سيستعمل ضمنها.
مقاومة المادة هي النقطة على منحنى الإجهاد-الانفعال الهندسي (إجهاد الخضوع) التي تحدث بعدها تشوهات دائمة في المادة أي أنها لا تعود لشكلها الأصلي بعد إزالة الحمل. حد المتانة هو قيمة الإجهاد لحظة انهيار أو انكسار المادة (آخر قيمة مسجلة للإجهاد).

### أنواع الأحمال
- الأحمال العرضية – القوى المطبقة بشكل عمودي على المحور الطولي للقضيب. تسبب الأحمال العرضية انحناء القضيب الميكانيكي وانحرافه عن موضعه الأصلي، مع ترافق انفعالات الضغط والشد الداخلية مع تغير انحناء القضيب.[2] تولد الأحمال العرضية أيضاً قوى قص تسبب تشوه القضيب بشكل عرضي وتعرضه للقص.
- الأحمال المحورية – تكون القوى المطبقة مرتبطة خطياً بالمحور الطولي للقضيب. تؤدي القوى إلى شد أو ضغط القضيب.[3]
- أحمال الفتل – فعل الفتل الناتج عن مزدوجة قوى خارجية متساوية متعاكسة في الاتجاه تعمل في مستويات موازية أو قوة خارجية واحدة تؤثر على قضيب ميكانيكي مثبت من طرفه بطريقة تمنع الدوران، لكي تنشأ فيه قوة داخلية تشكل مزدوجة مع القوة الخارجية المطبقة.

مادة مُحَمّلة في كل من حالة:(a) الضغط
(b) الشد
(c) القص

### مصطلحات الإجهاد
يُعبر عن الإجهاد وحيد المحور بالعلاقة
{\displaystyle \sigma ={\frac {F}{A}}}
إذ يكون {\displaystyle F} هي القوة (بالنيوتن) المؤثرة على المساحة {\displaystyle A} (بالمتر المربع). يمكن أن تكون المساحة المعنية مساحة غير مشوهة أو مساحة مشوهة حسب ما إذا كان المحسوب هو الإجهاد الهندسي أو الإجهاد الفعلي.
- إجهاد الضغط (أو الانضغاط) هو حالة الإجهاد الناجمة عن حمل مطبق لينقص طول المادة (القضيب العامل على الضغط) على محور الحمل المطبق، هي بمعنى آخر الحالة الإجهادية التي تسبب عصر المادة. يمثل الانضغاط وحيد المحور الناتج عن قوتين متعاكستين دافعتين مثالاً بسيطاً على الضغط. عادة ما تكون مقاومة المادة على الضغط أكبر منها على الشد (أي تتحمل إجهاد الضغط أكبر من تحملها إجهاد الشد). لكن أحمال الضغط يمكن أن تُخضع الهياكل أو البنى إلى أنماط انهيار إضافية كتحنيب القضبان (أو الانبعاج)، وذلك حسب البنية الهندسية للقضيب.
- إجهاد الشد هو الحالة الإجهادية التي يتسبب بها تطبيق أحمال تسبب استطالة المادة على محور الحمل المطبق، بمعنى آخر يسحب هذا الإجهاد المادة أو يشدها. لا تتعلق مقاومة الهياكل التي لها مقاطع عرضية متساوية والمعرضة لأحمال شد بشكل المقطع العرضي. تتعرض المواد المحملة على الشد إلى تركيزات إجهادية كعيوب المادة أو الشذوذات في التركيب البنيوي للمادة. في كل الأحوال، المواد التي تمتلك سلوكاً مطيلياً (أي المواد اللدنة كمعظم المعادن على سبيل المثال) يمكن أن يُسمح فيها ببعض العيوب لكن المواد الهشة (كالسيراميك) يمكن أن تتسبب فيها العيوب بانهيار قبل وصول الإجهاد إلى حد المتانة بكثير.
- إجهاد القص هو الحالة الإجهادية الناتجة عن طاقة المشتركة لزوج من القوى المتعاكسة المؤثرة على خطوط متوازية عبر المادة، بمعنى آخر، الإجهاد الناتج عن انزلاق طبقات المادة بالنسبة لبعضها البعض. مثال على ذلك: قص الورق بواسطة المقص[5] أو الإجهادات الناجمة عن أحمال الفتل.

### مصطلحات المقاومة
تتضمن الخواص الميكانيكية للمواد حد الخضوع ومقاومة الشد ومقاومة التعب ومقاومة الزحف وخواصًا أخرى.
- حد الخضوع (أو حد الانسياب) هو أقل إجهاد ينتج عنه تشوه دائم (لدن) في المادة. يصعب تحديد حد الخضوع بدقة في بعض المواد كخلائط الألمنيوم، لذا يُعرّف عادةً على أنه الإجهاد اللازم للوصول إلى 0.2 بالمئة من الانفعال اللدن. ويسمى هذا إجهاد 0.2 بالمئة من التحمل.[7]
- حد الشد أو حد الشد الأعظمي أو حد المتانة الأعظمي هو الحالة الحدية من إجهاد الشد التي تؤدي إلى التحطم أو الانهيار على الشد بطريقة المواد المطيلية (الخضوع أو الانسياب هو أول مرحلة من هذا الانهيار، بعض التصلب في المرحلة الثانية والتحطم بعد احتمالية تكون «عنق») أو بطريقة المواد الهشة (تحطم مفاجئ إلى قطعتين أو أكثر عند حالة إجهادية منخفضة). يمكن استخدام حد المتانة كإجهاد هندسي (ويدعى إجهاداً اسمياً) أو إجهاد حقيقي، لكن الإجهاد الهندسي أكثر شيوعاً.
- حد الكلال هو مقياس لمقاومة المادة أو العنصر تحت حمل دوري،[8] وعادة ما يكون تقديره أصعب من مقاييس المقاومة السكونية (الستاتيكية). يُستخدم حد التعب إما بصيغة مطال أو مجال إجهادات ({\displaystyle \Delta \sigma =\sigma _{\mathrm {max} }-\sigma _{\mathrm {min} }})، عادةً بإجهاد وسطي صفري مع عدد الدورات اللازمة للتحطم تحت الحالة الإجهادية المشار إليها.
- حد الصدم أو مقاومة الصدم هي قدرة المادة على تحمل الأحمال الفجائية ويعبر عنها بواحدات الطاقة. وتقاس عادةً إما وفق اختبار آيزود لمقاومة الصدم أو اختبار تشاربي للصدم، وكلاهما يقيسان طاقة الصدم اللازمة لتحطيم عينة. يؤثر كل من الحجم ومعامل المرونة وتوزيع القوى وحد الخضوع على مقاومة الصدم لمادة ما. ولكي يكون لمادة أو جسم ما مقاومة صدم عالية، يجب أن تكون الإجهادات متوزعة بانتظام على امتداد الجسم. يجب أيضاً ان يكون للجسم حجم كبير ومعامل مرونة صغير وحد خضوع كبير للمادة المصنوع منها.[9]
- حد الانضغاط هي الحالة الحدية من إجهاد الضغط التي تؤدي إلى التحطم أو الانهيار اللدن.

### مصطلحات الانفعال (التشوه)
- التشوه في مادة هو التغير الذي يحدث على بنيتها الهندسية عند تطبيق الإجهاد (كنتيجة للقوى المطبقة والحقول الثقالية والتسارعات والتمدد الحراري ... إلخ). يُعبر عن التشوه من خلال مجال الانزياح للمادة.[10]
- الانفعال أو التشوه النسبي هو التعبير الرياضي الذي يصف التشوه الحاصل على المجال المادي. الانفعال هو التشوه لواحدة الطول.[11] وفي حالة التشوه وحيد المحور لعنصر ما (كقضيب ميكانيكي) يُعبر عن حسابات الانفعال كنسبة تغير الانزياح الطولي إلى الطول الأصلي للعنصر. يعبر عن الانفعال في مجالات الانزياح ثلاثية الأبعاد كمشتقات لتوابع الانزياح كمُوَتِّر من المرتبة الثانية (لها 6 عناصر مستقلة).
- الانحناء هو مصطلح يعبر عن المقدار الذي ينزاحه عنصر هيكلي عند خضوعه لحمل مطبق.[12]